# 公共管理博士
公共管理博士（Doctor of Public Administration，D.P.A.）又稱公共行政博士，是公共行政（公共服务）领域的应用研究型博士学位。公共行政博士要求完成比硕士更為高深的重要课程，并撰写與理论或实践有關的论文。在課程和論文一切顺利完成后，才會被授予博士學位。